# Шваново (Московская область)
Шваново — деревня в Можайском районе Московской области в составе сельского поселения Дровнинское. Численность постоянного населения по Всероссийской переписи 2010 года — 20 человек. До 2006 года Шваново входило в состав Дровнинского сельского округа.
Деревня расположена на западе района, примерно в 7 км к северо-западу от Уваровки, на левом берегу реки Лусянка, высота центра над уровнем моря 236 м. Ближайшие населённые пункты — Аниканово на западе и Вёшки на юго-востоке.

## Известные жители
- Глинкина, Аграфена Ивановна (1897/1898—1973) — исполнительница русских народных песен.